# Pallacanestro Treviso
Pallacanestro Treviso je talijanski košarkaški klub iz Trevisa. Pallacanestro Treviso je pod upravom talijanske modne tvrtke odjeće Benettona. Klub trenutačno nastupa u talijanskoj Lega A Basket Serie A i Euroligu. 

## Trofeji
- Talijansko prvenstvo: 1992., 1997., 2002., 2003., 2006.
- Talijanski kup: 1993., 1994., 1995., 2000., 2003., 2004., 2005., 2007.
- Talijanska superkup: 1997., 2001., 2002., 2006.
- Kup pobjednika kupova: 1995., 1999.

## Poznate ličnosti

### Poznati igrači
| - Massimo Minto - Massimo Iacopini - Mike Davis - Mark Olberding - Kyle Macy - Dan Gay - Vinny Del Negro - Toni Kukoč - Stefano Rusconi - Denis Marconato - Terry Teagle | - Riccardo Pittis - Winston Garland - Rafael Addison - Petar Naumoski - Orlando Woolridge - Henry Williams - Željko Rebrača - Davide Bonora - Marcelo Nicola - Tyus Edney - Jeff Sheppard | - Marcus Brown - Jorge Garbajosa - Boštjan Nachbar - Alan Tomidy - Sergei Chikalkin - Charlie Bell - Nikoloz Tskitishvili - Andrea Bargnani - Uroš Slokar - Maurice Evans - Jermaine Jackson | - Marcus Goree - Ramūnas Šiškauskas - Marlon Garnett - David Bluthenthal - Nikolaos Zisis - Drew Nicholas - Travon Bryant - Preston Shumpert - Terrell Lyday - John Lucas III - Pops Mensah-Bonsu |

### Poznati treneri
| - Mario De Sisti - Piero Pasini - Gianmaria Conte - Gianfranco Lombardi - Mauro Di Vincenzo - Massimo Mangano | - Lajos Toth - Riccardo Sales - Emanuele Molin - Petar Skansi - Fabrizio Frates - Mike D'Antoni | - Željko Obradović - Piero Bucchi - Ettore Messina - David Blatt - Alessandro Ramagli - Oktay Mahmuti |

## Vanjske poveznice
- Službena stranica  Arhivirana inačica izvorne stranice od 28. siječnja 2011. (Wayback Machine) (tal.)
- Profil na Eurolaegue.net